# Nutella

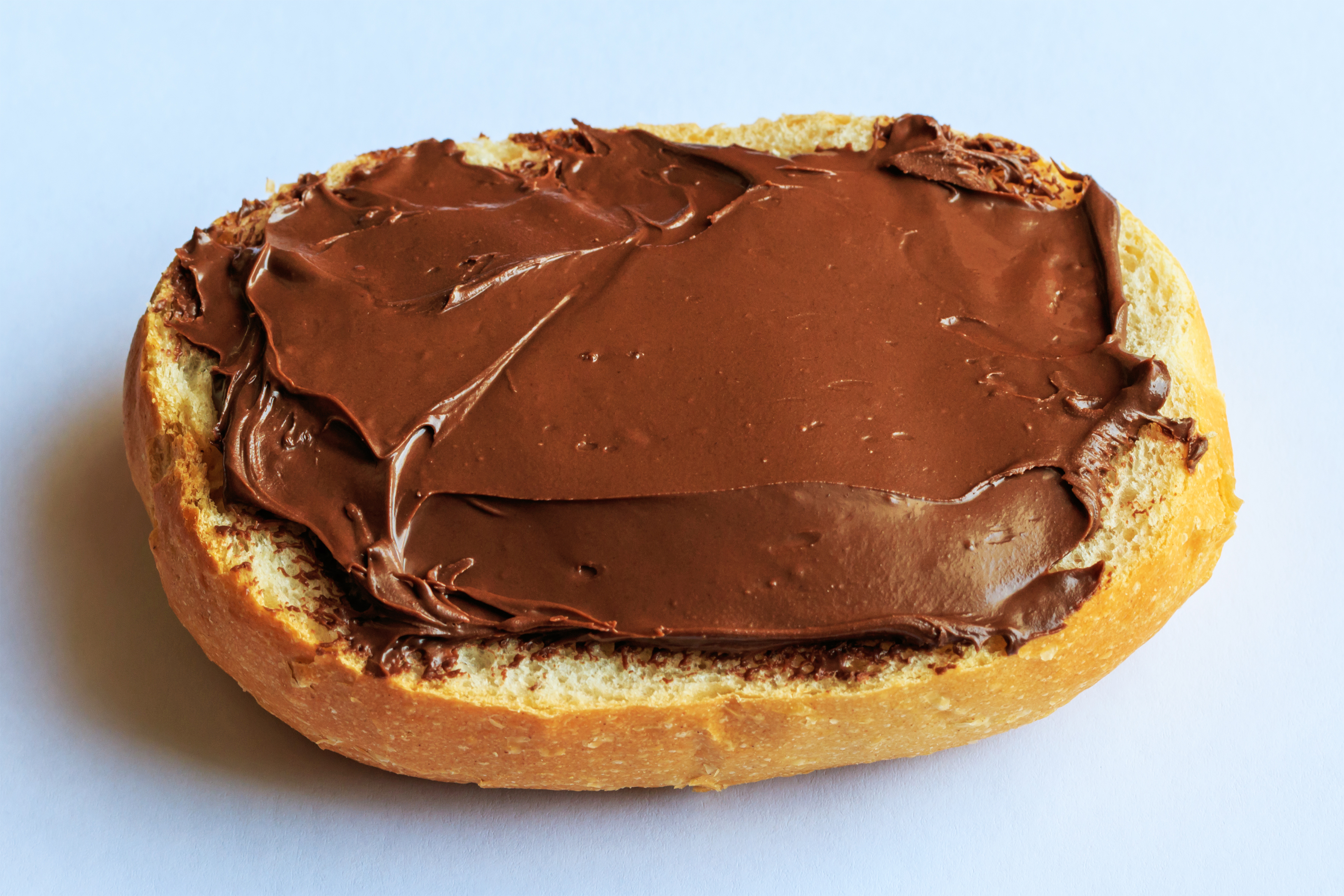

Nutella (/nuːˈtɛlə/; phát âm tiếng Ý: [nuˈtɛlla]) là một thương hiệu của mứt hạt phỉ - chocolate ngọt thường để phết lên bánh mì. Sản phẩm này của công ty Ferrero của Italia, được bày bán từ năm 1964.

## Lịch sử
Pietro Ferrero, chủ một tiệm bánh ở Alba, Piedmont, một vùng nổi tiếng về sản xuất hạt phỉ, bán một lô hàng đầu tiên nặng 300 kg (660 lb) gọi là "Pasta Gianduja" trong năm 1946. Ban đầu là dạng khối rắn, nhưng Ferrero bắt đầu bán phiên bản dạng kem từ năm 1951 gọi là "Supercrema".
Năm 1963, con trai của Ferrero, Michele Ferrero làm mới Supercrema với ý định tiếp thị nó trên khắp châu Âu. Thành phần của nó đã được sửa đổi và nó đã được đổi tên thành "Nutella". Bình đầu tiên của Nutella rời nhà máy Ferrero ở Alba vào ngày 20/4/1964. Sản phẩm này là một thành công và nó vẫn còn đang phổ biến rộng rãi.
Năm 2012, Thượng nghị sĩ Pháp Yves Daudigny đề xuất tăng thuế đối với dầu cọ từ € 100 đến € 400 mỗi tấn metric. Với độ đậm 20%, dầu cọ là một trong những thành phần chính của Nutella và thuế được gọi là "thuế Nutella" trên các phương tiện truyền thông.
Ngày Nutella thế giới là 5/2.
Ngày 14 tháng 5 năm 2014, Poste Italiane đã ban hành một tem kỷ niệm Nutella tròn 50 năm. Con tem 70 cent Euro được thiết kế bởi Istituto Poligrafico e Zecca dello Stato và các "tính năng" (bản gốc: features") của một lọ Nutella trên nền vàng kim. Ferrero đã tổ chức "ngày Nutella" vào ngày 17 và 18 tháng 5 hàng năm để kỷ niệm.

## Nguyên liệu
Nguyên liệu chính của Nutella là đường, dầu cọ, và hạt phỉ, và cả bột ca cao và sữa ít béo. Ở Mĩ, Nutella còn
chứa các sản phẩm từ đậu nành. Nutella được quảng cáo là "kem hạt phỉ" ở nhiều nước. Theo luật pháp Italia, nó không thể được dán nhãn là "kem sôcôla", vì nó không đáp ứng được các tiêu chí tối thiểu về nồng độ ca cao. Ferrero sử dụng 25 phần trăm lượng cung cấp quả phỉ toàn cầu.
Một công thức truyền thống của Pemonte, sô cô la Gianduja, là một hỗn hợp có chứa khoảng 71,5% hạt phỉ và 19,5% sô cô la. Nó được phát triển ở Piedmont, Ý, sau khi trừ thuế vào hạt ca cao cản trở việc sản xuất và phân phối sôcôla thông thường.

## Sản xuất
Nutella được sản xuất tại các cơ sở khác nhau. Tại thị trường Bắc Mỹ, nó được sản xuất tại một nhà máy ở Brantford, Ontario ở Canada và gần đây nhất tại San José Iturbide, Guanajuato, Mexico.
Đối với Úc và New Zealand, Nutella đã được sản xuất tại Lithgow, New South Wales kể từ cuối những năm 1970.
Hai trong số bốn nhà máy sản xuất Ferrero Nutella tại Ý, tại Alba, Piedmont, và tại Sant'Angelo dei Lombardi tại
Campania. Ở Pháp, một cơ sở sản xuất nằm ở Villers-Écalles. Đối với Đông Âu (bao gồm cả Đông Nam châu Âu, Ba Lan, Thổ Nhĩ Kỳ, Cộng hòa Séc và Slovakia) nó được sản xuất ở Warsaw và Manisa. Đối với Đức và Bắc Âu, Nutella được sản xuất tại nhà máy Ferrero ở Stadtallendorf đã tồn tại từ năm 1956.
Ferrero cũng có một nhà máy ở Brazil, trong đó cung cấp các thị trường Brazil, với một phần của sản xuất được xuất khẩu ra nước ngoài.

## Gia công

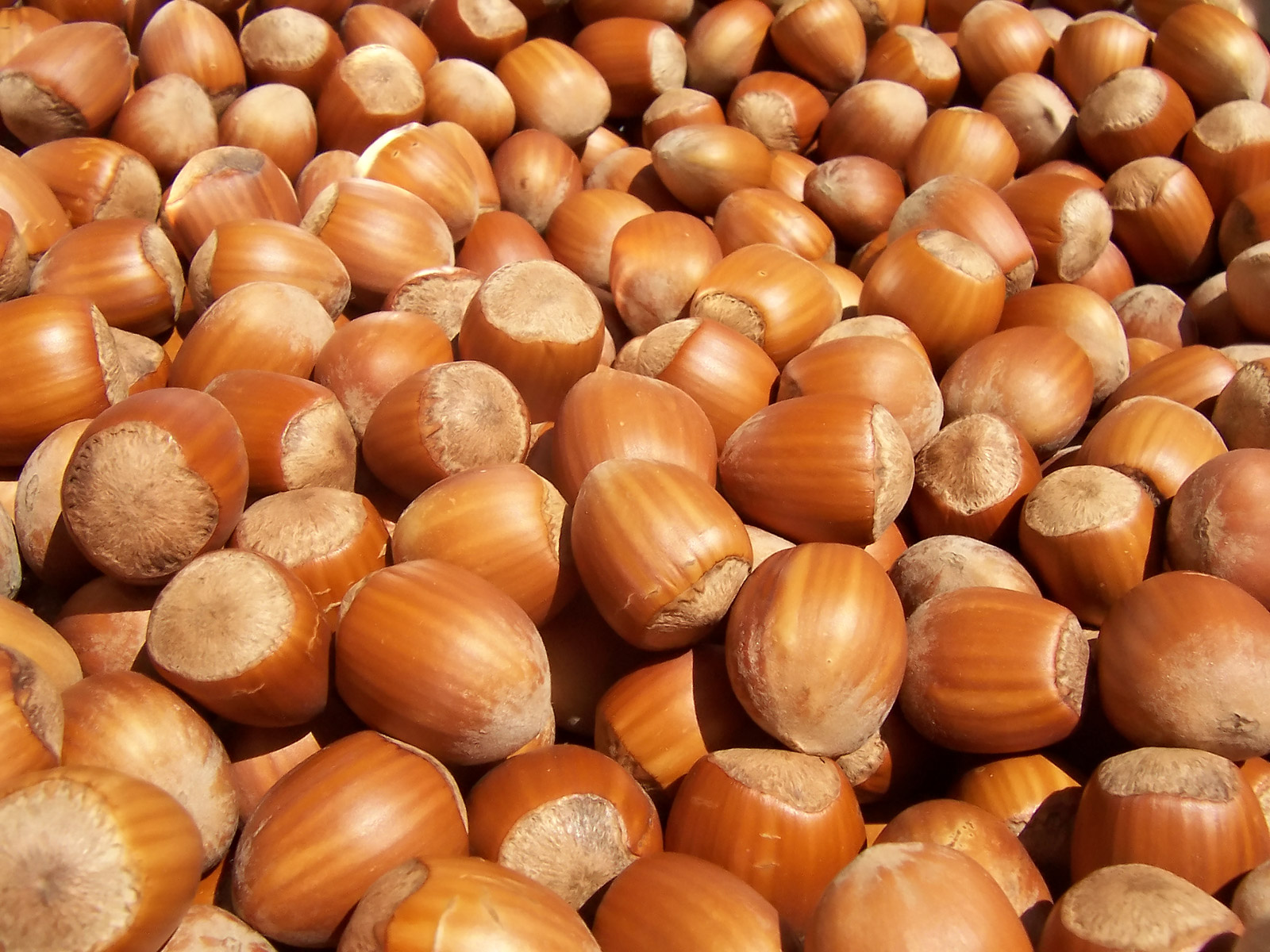
Hạt phỉ Hazelnut

Nutella là một dạng sô cô la phết bánh mì. Vì vậy, quá trình sản xuất cho mặt hàng thực phẩm này rất giống với các sản phẩm sô cô la phết thông thường. Nutella được làm từ đường, dầu cọ, quả phỉ, ca cao, sữa bột tách kem, bột whey, lecithin, và vani.
Quá trình làm sô cô la phết bắt đầu với việc khai thác các bột ca cao từ hạt ca cao. Những hạt cà phê ca cao được thu hoạch từ cây ca cao và để khô trong khoảng mười ngày trước khi được chuyển đến cho bạn chế biến. Thông thường hạt cacao có chứa khoảng 50 phần trăm của bơ ca cao. Do đó, họ phải được rang để đưa hạt cacao thành một dạng lỏng. Bước này là không đủ để biến hạt ca cao thành sôcôla phết vì nó đặc lại ở nhiệt độ phòng, và sẽ không được phết. Sau khi rang ban đầu, chất lỏng được đưa tới máy ép, được sử dụng để ép bơ ra khỏi hạt ca cao. Sản phẩm cuối cùng là đĩa tròn sôcôla làm bằng ca cao nén tinh khiết. Bơ ca cao được chuyển nơi khác, do đó có thể được sử dụng trong các sản phẩm khác.
Quá trình thứ hai liên quan đến hạt dẻ.Khi các hạt phỉ đã đến nhà máy chế biến, kiểm soát chất lượng được ban hành để kiểm tra các loại hạt như vậy họ rất thích hợp để chế biến. Một máy chém đượcsử dụng để cắt các loại hạt để kiểm tra bên trong. Sau khi quá trình này, hạt phỉ được làm sạch và rang. Một kiểm soát chất lượng thứ hai được phát hành bởi một vụ nổ máy điều khiển không khí, trong đó loại bỏ các hạt xấu từ lô.  Điều này đảm bảo rằng mỗi lọ Nutella là thống nhất trong cái nhìn và hương vị của nó. Khoảng 50 hạt dẻ có thể được tìm thấy trong mỗi lọ Nutella, như tuyên bố của công ty.
Bột ca cao sau đó được pha trộn với các hạt phỉ cùng với đường, vani và sữa gạn kem trong một bể chứa lớn cho đến khi nó trở thành một dán giống như lây lan. Được thay đổi dầu cọ sau đó được thêm vào để giúp giữ lại các pha rắn của Nutella tại phòng nhiệt độ, mà thay thế cho bơ tìm thấy trong hạt ca cao.  Ngoài ra, sữa bột được thêm vào hỗn hợp vì nó hoạt động như một chất kết dính cho vữa. Bột Whey là một chất phụ gia thường được sử dụng trong lan để ngăn chặn sự đông máu của sản phẩm vì nó ổn định nhũ tương chất béo. Tương tự như sữa bột lecithin, đó là một dạng chất béo được tìm thấy trong các mô động vật và thực vật, được sử dụng để nhũ hóa vì nó thúc đẩy trộn đồng nhất của các thành phần khác nhau cho phép dán để trở thành phết. Nó cũng hỗ trợ các tính chất ưa mỡ của bột ca cao, một lần nữa, giữ sản phẩm từ tách. Vani được thêm vào để tăng cường vị ngọt của sôcôla. Sản phẩm cuối cùng sau đó được đóng gói.

## Dinh dưỡng
Nutella chứa 10,5% chất béo bão hòa và 58% đường được chế biến theo trọng lượng. Một muỗng lớn (37 gram) Nutella chứa 200 calo trong đó có 99 calo từ 11 gam chất béo (3.5g trong số đó được bão hòa) và 80 calo
từ 21 gram đường. Nutella cũng có chứa 15 mg natri và 2g protein mỗi khẩu phần (ở
Canada khẩu phần là 1 thìa, 19 gram). 